# Arquitetura de Bangladesh

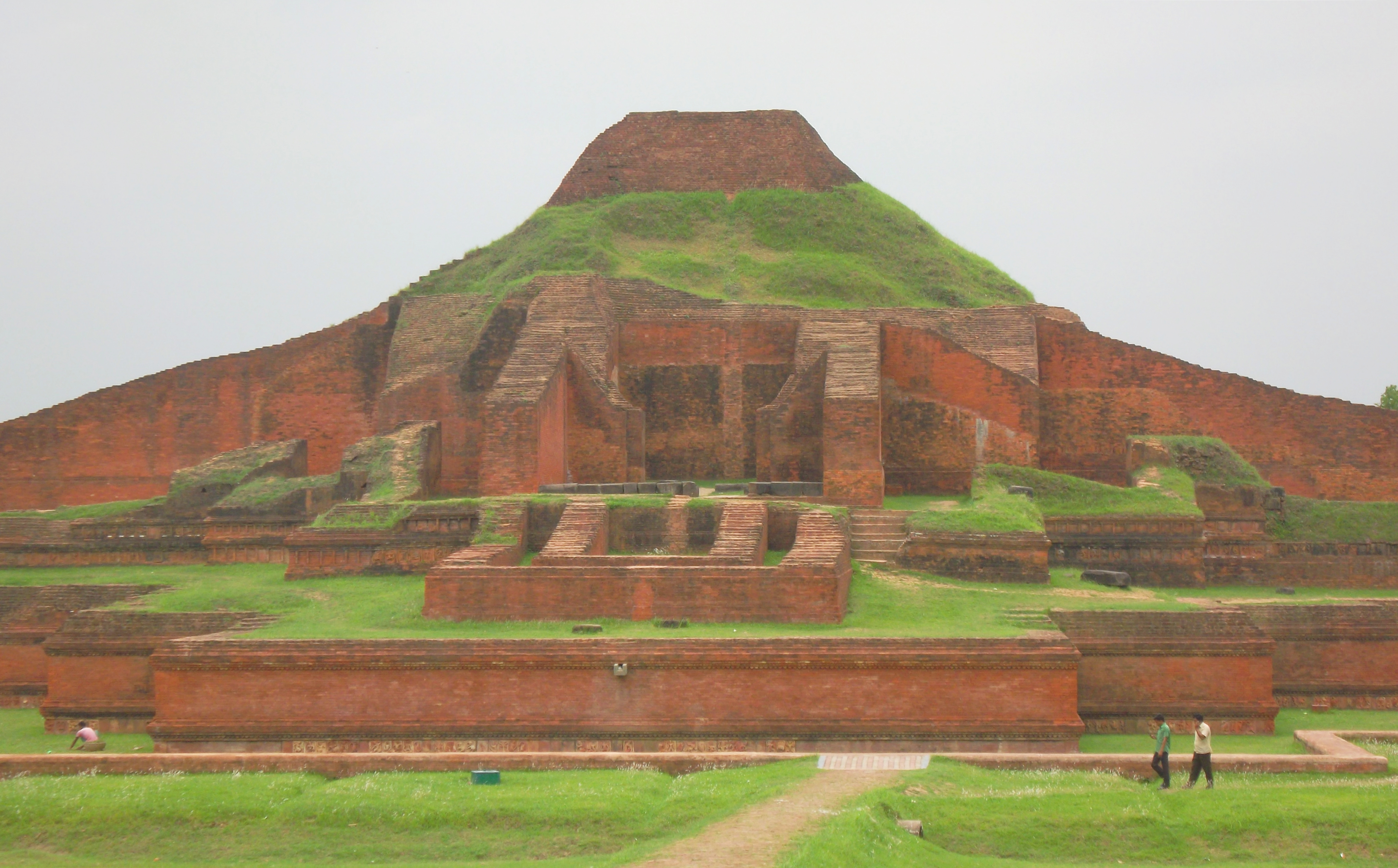
Templo central do Vihara budista Somapura Mahavihara

Arquitetura de Bangladesh refere-se aos atributos arquitetônicos e estilos de Bangladesh. A arquitetura de Bangladesh tem uma longa história e está enraizada na cultura, religião e história de Bangladesh. Ela evoluiu ao longo dos séculos e assimilou influências de comunidades sociais, religiosas e exóticas. A arquitetura de Bangladesh tem um impacto notável no estilo de vida, tradição e vida cultural do povo de Bangladesh. Bangladesh tem muitas relíquias arquitetônicas e monumentos que remontam a milhares de anos.

## Arquitetura Pala-budista
O Somapura Mahavihara, uma criação de Dharmapala, em Paharpur, Bangladesh, é o maior Vihara budista no subcontinente indiano, e tem sido descrito como um "prazer para os olhos do mundo". A UNESCO tornou-a Patrimônio da Humanidade em 1985. O estilo arquitetônico de Pala foi seguido por todo o sudeste da Ásia e China, Japão e Tibete. Bengala ganhou o nome de "Senhora do Oriente". Dr. Stella Kramrisch diz: "A arte de Bihar e Bengala exerceu uma influência duradoura sobre a do Nepal, Birmânia, Ceilão e Java". "Dhiman e Vittpala foram dois célebres escultores de Pala. Sobre Somapura Mahavihara, o Sr. J.C. French diz com tristeza: "Para a pesquisa das Pirâmides do Egito, gastamos milhões de dólares todos os anos. Mas se tivéssemos gasto apenas 1% desse dinheiro para a escavação de Somapura Mahavihara, quem sabe que descobertas extraordinárias poderiam ter sido feitas?".

## Arquitetura Islâmica e Mogol
O Sultanato de Bengala foi uma era da dinastia muçulmana Nawab de origem da Ásia Central que governou independentemente da
Império Mogol de 1342 a 1576. A maior parte da arquitetura muçulmana do período é encontrada na região histórica de Gaur, na atual divisão de Rajshahi e no distrito de Malda em Bengala Ocidental. A arquitetura do período é notável pelo desenvolvimento de um estilo local único influenciado pelas tradições arquitetônicas bengalis. A arquitetura do sultanato é exemplificada em estruturas como a
Shat Gombuj Masjid, o Shona Masjid e o Kusumba Masjid.